# Nguyễn Đăng Cảo
Nguyễn Đăng Cảo (chữ Hán: 阮登鎬, 1619-?), người xã Hoài Bão, huyện Tiên Du (nay thuộc thôn Hoài Thượng, xã Liên Bão, huyện Tiên Du, tỉnh Bắc Ninh). Năm 28 tuổi đỗ Hội nguyên, Đình nguyên, Đệ nhất giáp Tiến sĩ cập đệ Đệ tam danh (tức Thám hoa) khoa thi Bính Tuất niên hiệu Phúc Thái thứ 4 (1646) thời Lê Chân Tông Do khoa thi này không lấy Đệ nhất giáp Tiến sĩ cập đệ Đệ nhất danh (trạng nguyên) và Đệ nhất giáp Tiến sĩ cập đệ Đệ nhị danh (bảng nhãn) nên ông là người đứng đầu trong số những người thi đỗ khoa này. Sau ông lại đỗ đầu khoa Đông các và làm quan Đông các Đại học sĩ (1659).
Ông được bổ chức Đông các Đại học sĩ, nhưng sau đó bị bãi chức, vì ông là người cương trực, không theo thói đời nên bị nhiều người ghen ghét, vì thế mà không được trọng dụng.

## Gia đình tiến sĩ
Ông là anh của tiến sĩ Nguyễn Đăng Minh, bác của tiến sĩ Nguyễn Đăng Tuân và trạng nguyên Nguyễn Đăng Đạo.